# Opecoelus noblei
Opecoelus noblei är en plattmaskart. Opecoelus noblei ingår i släktet Opecoelus och familjen Opecoelidae. Inga underarter finns listade i Catalogue of Life.